# Hörsching
Hörsching – gmina targowa w Austrii, w kraju związkowym Górna Austria, w powiecie Linz-Land. Według Austriackiego Urzędu Statystycznego liczyła 5861 mieszkańców (1 stycznia 2015).